# Cliché (Hush Hush)
Cliché (Hush Hush) es la reedición del álbum de estudio debut de la artista rumana Alexandra Stan, Saxobeats (2011). Fue lanzado para descarga digital el 2 de octubre de 2013 a través de Maan Studio; Su edición de lujo estuvo disponible para su disposición digital y físico el 23 de octubre de 2013 por Victor Entertainment. El disco se estrenó luego de un altercado físico con su exmánager Marcel Prodan, lo que resultó en que Stan tomara un descanso de su carrera. Junto con Andrei Nemirschi y Marcian Alin Soare, Prodan ha escrito y producido casi todas las canciones en Cliché (Hush Hush).
Siendo la última actividad de Stan con el sello de Prodan, la reedición también incluye tres canciones: «Lemonade», «Cliché (Hush Hush)» y «All My People», que se lanzaron en todo el mundo como sencillos, como estaba previsto para su segundo álbum de estudio. Mientras que «Lemonade» recibió una certificación de oro por la Federación de la Industria Musical Italiana (FIMI), las últimas canciones tuvieron un éxito moderado en Italia y Japón. Comercialmente, Cliché (Hush Hush) alcanzó el puesto número 53 en el Oricon Albums Chart, habiendo vendido más de 6,100 copias allí.

## Antecedentes y lanzamiento
El segundo álbum de estudio de Stan se retrasó después de un altercado físico con su exmánager Marcel Prodan. Stan lo acusó de atacarla físicamente y chantajearla. Ella también apareció herida en la televisión rumana. Debido a esto, la cantante finalmente decidió tomar un descanso de su carrera. Mientras tanto, Cliché (Hush Hush), su última actividad bajo el sello de Prodan, Maan Studio, estuvo disponible para descarga digital en Japón el 2 de octubre de 2013; una versión de lujo del disco fue lanzada el 23 de octubre de 2013. Sirve como una reedición de Saxobeats (2011), que además contiene tres nuevas canciones: «Lemonade», «Cliché (Hush Hush)» y «All My People», que se publicaron anteriormente como sencillos y estaban, inicialmente, destinadas a su segundo álbum de estudio. La edición física del disco presenta la portada de Saxobeats en su parte posterior y letras en japonés.

## Promoción
«Lemonade» fue lanzado como el primer sencillo de la reedición el 12 de junio de 2012; su video musical se estrenó el 4 de junio de 2012. Con críticos comparando la pista con los trabajos de Ace of Base, Britney Spears, Lady Gaga y Kelis, «Lemonade» experimentó el éxito comercial en Europa y Japón. Alcanzó el puesto número uno en Bulgaria, y dentro del top 40 en Hungría, Italia, Japón, Rumania, y Eslovaquia, recibiendo una certificación de oro por la Federación de la Industria Musical Italiana (FIMI) al vender 15,000 copias en Italia. Posteriormente, la pista del título del álbum fue puesta a disposición para su descarga digital el 3 de octubre de 2012, siendo promovida por un videoclip filmado por Iulian Moga en Palatul Snagov. Más tarde, el videoclip fue comparado con películas de vampiros para adolescentes en una escena en la que Stan es retratada en una iglesia rodeada de personas vestidas de negro. "Cliché (Hush Hush)" alcanzó su punto máximo en el puesto número 11 en el Japan Hot 100, y el número 50 en Italia. La pista de electro dance «All My People», el último sencillo de Cliché (Hush Hush), se estrenó el 1 de mayo de 2013 y contó con la voz del personaje ficticio de Prodan, Manilla Maniacs. Tuvo un éxito moderado en Italia, Japón y Rumania, alcanzando el top 60 en dichos territorios. Alexandra Necula, de Info Music, comparó el video musical de la canción con los trabajos visuales de Madonna, mientras que su coreografía fue comparada con el material de los años 80 de Michael Jackson.

## Lista de canciones
Todas las pistas fueron escritas y producidas por Andrei Nemirschi y Marcel Prodan, a menos que se indique.
| Edición estándar      |                                                           |          |  |
| N.º                   | Título                                                    | Duración |  |
| 1.                    | «Cliché (Hush Hush)»                                      | 3:24     |  |
| 2.                    | «All My People» (con Manilla Maniacs)                     | 3:19     |  |
| 3.                    | «Lemonade»                                                | 3:51     |  |
| 4.                    | «Cliché (Hush Hush)» (Remezcla de Manilla Maniacs)        | 3:51     |  |
| 5.                    | «All My People» (con Manilla Maniacs (Versión Extendida)) | 4:19     |  |
| 6.                    | «Lemonade» (Remezcla de Cahill)                           | 3:04     |  |
| 7.                    | «Cliché (Hush Hush)» (Versión Acústica)                   | 3:24     |  |
| Duración total: 25:02 |                                                           |          |  |

| Edición de lujo       |                                                               |                                     |          |  |
| N.º                   | Título                                                        | Escritor(es)                        | Duración |  |
| 1.                    | «Mr. Saxobeat»                                                |                                     | 3:15     |  |
| 2.                    | «Ting Ting»                                                   |                                     | 3:55     |  |
| 3.                    | «Show Me the Way»                                             |                                     | 3:43     |  |
| 4.                    | «Lollipop (Param Pam Pam)»                                    |                                     | 3:55     |  |
| 5.                    | «Crazy»                                                       |                                     | 3:28     |  |
| 6.                    | «Bitter-Sweet»                                                |                                     | 3:37     |  |
| 7.                    | «Get Back (ASAP)»                                             |                                     | 3:29     |  |
| 8.                    | «1.000.000» (con Carlprit)                                    | Nemirschi Prodan Marcian Alin Soare | 3:19     |  |
| 9.                    | «Mr. Saxobeat» (Remezcla de Maan Studio)                      |                                     | 3:42     |  |
| 10.                   | «Lollipop (Param Pam Pam)» (Versión Club)                     |                                     | 4:11     |  |
| 11.                   | «Get Back (ASAP)» (Remezcla de Maan Studio)                   |                                     | 3:21     |  |
| 12.                   | «Mr. Saxobeat» (Versión Extendida)                            |                                     | 4:16     |  |
| 13.                   | «Get Back (ASAP)» (Remezcla de Studio Club Versión Extendida) |                                     | 4:27     |  |
| 14.                   | «1.000.000» (con Carlprit (Remezcla de Maan Studio))          |                                     | 4:31     |  |
| Duración total: 53:17 |                                                               |                                     |          |  |

## Personal
Créditos adaptados de las notas de línea de Cliché (Hush Hush).
- Alexandra Stan – voz principal
- Carlprit – artista invitado
- Andrei Nemirschi – compositor, productor y fotógrafo
- Tokyo Yamada Design Office – diseñador
- Marcel Prodan – compositor y productor
- Marcian Alin Soare – compositor
- Shogo Yamada – director artístico y diseñador

## Posicionamiento en listas
| Japón | Oricon | 53 |

## Ventas
| Japón (RIAJ)                                                               | Ninguna | 6.109 |
| «—» indica que el álbum no recibió certificación alguna en ese territorio. |         |       |

## Historial de lanzamiento
| Región           | Fecha                 | Discográfica     | Formato(s)       |                  |
| Descarga digital | Descarga digital      | Descarga digital | Descarga digital | Descarga digital |
| ---------------- | --------------------- | ---------------- | ---------------- | ---------------- |
| Japón            | 2 de octubre de 2013  | Maan             | Estándar         |                  |
| Japón            | 23 de octubre de 2013 | Maan             | De lujo          |                  |
| CD               |                       |                  |                  |                  |
| Japón            | 23 de octubre de 2013 | Victor           | De lujo          |                  |